# Hermann Hilber
Hermann Hilber (* 30. Mai 1910 in München; † 24. Januar 1979 ebenda) war ein deutscher Arzt und Medizinprofessor. Er war Inhaber des Lehrstuhls für Pädiatrie an der Medizinischen Fakultät der Technischen Universität München und langjähriger Chefarzt des Kinderkrankenhauses München-Schwabing.

## Leben
Hermann Hilber wurde 1910 in München als Sohn des Architekten Hermann Hilber und seiner Frau Katharina, geb. Zapf geboren, 1929 machte dort auch sein Abitur. Er legte 1931 die ärztliche Vorprüfung und 1934 sein Staatsexamen an der Ludwig-Maximilians-Universität ab und promovierte anschließend. Seine Doktorarbeit „Der formative Einfluss der Atmung auf die Lunge“, die von Harry Marcus angeregt worden war und die er noch vor dem Physikum geschrieben hatte, legte wichtige Voraussetzungen für das Möglichmachen von Lungenoperationen. Die Arbeit wurde außerordentlich beachtet und markierte einen glanzvollen Beginn seiner wissenschaftlichen Arbeit. Im Dezember 1934 heiratete er Agathe Freiin von Schnurbein (1911–2004), das Paar hatte zehn Kinder, wovon neun das Erwachsenenalter erreichten. 
In Heidelberg begann er seine pädiatrische Ausbildung unter Ernst Moro, welcher einen nachhaltigen Einfluss auf Hilber ausgeübt haben muss. Moro ist es zu verdanken, dass Hilber sich letztlich von der Anatomie zur Kinderheilkunde hin zuwandte. Zurück in München arbeitete er zwischenzeitlich zwei Jahre am Anatomischen Institut der Universität über Problemen der Lungenentwicklung, wechselte aber, da ihm die Arbeit dort als zu wenig nah am Menschen erschien, trotz der Versuche ihn zu halten, 1938 zur Universitäts-Kinderklinik unter Geheimrat Meinhard von Pfaundler. 1943, nach vierjährigem Kriegsdienst, unter anderem bei der Landung auf Kreta, habilitierte sich Hilber unter Alfred Wiskott, nachdem er im Krieg schwerst an der Amöbenruhr erkrankt war. Am 5. Juli desselben Jahres wurde er zum Dozenten ernannt. In der Folge beschäftigte er sich mit der infektiösen Genese der plasmazellulären interstitiellen Pneumonie sowie über die Wirkung des ACTH und der Corticosteroide auf die kindlichen akuten Allergosen.
Am 10. August 1950 wurde Hermann Hilber nach einem halbjährigen Intermezzo beim Bostoner Childrens-Medical-Center der Harvard University zum außerplanmäßigen Professor ernannt. Von 1943 bis 1953 war er Oberarzt und stellvertretender Direktor in der Münchner Kinderklinik und war in dieser Stellung maßgeblich am Wiederaufbau der schwerbeschädigten Klinik beteiligt. 1953 wurde er als Nachfolger von Josef Husler Chef des Kinderkrankenhauses München-Schwabing. Nach dem Krieg hatte er wesentlichen Anteil am Aufbau der Rachitisprophylaxe. Gegenüber dem bayerischen Innenministerium setzte er durch, dass nicht nur Ärzte, sondern auch Hebammen die Stoßtherapie geben durften. Die Stoßform, die fast zur völligen Ausrottung der Rachitis führte, geht auf Hilber zurück – sie wurde später in ganz Deutschland übernommen. Hilber führte auch die erste Herzkatheterisierung in Bayern durch. 
Bereits in den Jahren 1955–1956 organisierte er zusammen mit dem Roten Kreuz einen umfassenden Frühgeburten Transportdienst in transportablen Inkubatoren. Unter seiner Leitung entstand im Kinderkrankenhaus München-Schwabing eine Abteilung zur Behandlung und Rehabilitation von Kindern mit Poliomyelitis, die weit über Deutschland hinaus Bekanntheit erreichte. In Bayern trieb er, als Vorstandsmitglied der Deutschen Vereinigung zur Bekämpfung der Kinderlähmung, die lückenlose Polio-Schluckimpfung voran, die später auch in anderen Bundesländern eingeführt wurde. Auf seine Anregung hin entstand auch das Rehabilitationszentrum „Pfennigparade e.V.“, das zu seiner Zeit der Pflege kindergelähmter und gliedmaßengeschädigter Kinder diente und dessen erster Vorsitzender er war. 
1969 wurde Hilber als ordentlicher Professor auf den Lehrstuhl für Kinderheilkunde an der Medizinischen Fakultät der Technischen Universität München berufen. Hilber war auch Mitgründer der Medizinischen Fakultät an der TU-München, und das städtische Kinderkrankenhaus München-Schwabing wurde unter ihm der TU zur Verfügung gestellt und in eine Universitätsklinik umgewandelt. Am 8. Juni 1978 erhielt er den Bayerischen Verdienstorden. Hermann Hilber war über Jahrzehnte an der Ausbildung bayerischer Amtsärzte beteiligt und war langjähriges Mitglied im bayerischen Obermedizinal-Ausschuss.
1979, vier Monate nach seiner Emeritierung starb Hermann Hilber an einem Herzinfarkt und wurde in Seeon beerdigt.

## Werk
Hermann Hilbers Hauptgebiete in der Wissenschaft umfassten die unspezifischen Lungenkrankheiten, die Allergologie, sowie Probleme der Rachitis und Poliomyelitis. Über diese Schwerpunkte hinaus verfasste Hilber Lehrbuchartikel unter anderem über Herzerkrankungen sowie Hautkrankheiten im Kindesalter. Hilber galt als starker Befürworter von Impfungen. 
Einem weiteren Publikum wurde Hermann Hilber 1969 bekannt, als er der Aufnahme von Orang-Utan-Zwillingen (eine äußerst seltene Erscheinung bei Orang-Utans) aus dem Tierpark Hellabrunn, die von ihrer Mutter verstoßen wurden, in seine Kinderklinik zugestimmt hatte. Am 1. April des Jahres war er von dem Leiter des Tierparks Lutz Heck angerufen worden, ein Datum, das dem Ansinnen natürlich die Ernsthaftigkeit raubte. Die Zwillinge „Hella“ und „Bruni“ überlebten beide, was eine kleine Sensation war, denn bis dato hatte noch kein einziger Zwilling überlebt.